# 長刺棒粉蝨
長刺棒粉蝨（学名：Aleuroclava longispinus）为粉蝨科的棒粉蝨屬下的一个种。